# Arnold Volpe
Pour les articles homonymes, voir Volpe.
Arnold David Volpe (Kaunas, Lituanie 9 juillet 1869 - Miami, 2 février 1940) est un compositeur et chef d'orchestre américain né lituanien.
Il a étudié le violon au Conservatoire de Saint-Pétersbourg avec Leopold Auer et la composition avec Nikolaï Soloviev (1893-1897). Il est arrivé aux États-Unis en 1898. En 1902, il fonde le Young Men's Symphony Orchestra de New York, qu'il dirige jusqu'en 1919.Il dirige aussi le Volpe Symphony Orchestra (1904-1914). En 1918-1919, il dirige les concerts au Lewisohn Stadium de New York. Il s'installe à Washington, où il est directeur musical du Washington National Opera (en) (1919-1922). Il devient directeur du Conservatoire de Kansas City (1922-1925). En 1926, il fonde l'orchestre symphonique de l'Université de Miami.
Il a composé de la musique symphonique, de la musique de chambre, dont un quatuor à cordes, et une mazurka pour violon et orchestre.